# 朱集乡 (周口市)
朱集乡，是中华人民共和国河南省周口市淮阳区下辖的一个乡镇级行政单位。

## 行政区划
朱集乡下辖以下地区：
朱集村、郑小楼村、大雷楼村、许庄村、陈庄村、红麻村、杰针庄村、龙泉寺村、高井村、杨庄村、王李村、宋营村、小葛庄村、朱楼村、洪楼村、刘营村、大郭营村、大张营村、闫营村、杜楼村、李小庄村、时小庄村、时集村、杜埠口村、南陈楼村、马楼村、马集村、大牛营村、大杨寨村、张绪庄村和邵楼村。